# Agatarchides z Knidos
Agatarchides z Knidos (poł. II w. p.n.e.) − grecki historyk i geograf okresu hellenistycznego. Pochodził z Knidos w Azji Mniejszej, żył jednak i tworzył w egipskiej Aleksandrii za panowania Ptolemeusza VIII.
Do jego najważniejszych dzieł należą Ta katá tēn Asían (Dzieje Azji) w 10 księgach, obejmujące wiadomości na temat Azji i Afryki, oraz Ta katá tēn Eurṓpēn (Dzieje Europy) w 49 księgach. Rozprawa geograficzna Perí tēs Erythrás thalássēs (O Morzu Czerwonym) zachowała się jedynie w wyciągach u Focjusza, Diodora i Strabona.
Jego imieniem nazwany został krater Agatharchides na Księżycu, od którego z kolei wywodzi się nazwa pobliskiego rowu Rima Agatharchides.